# Lista chorążych reprezentacji Gwatemali na igrzyskach olimpijskich
Lista chorążych reprezentacji Gwatemali na igrzyskach olimpijskich – lista zawodników i zawodniczek reprezentacji Gwatemali, którzy podczas ceremonii otwarcia nowożytnych igrzysk olimpijskich nieśli flagę narodową.

## Chronologiczna lista chorążych
| Lp. | Rok i miejsce     | Chorąży             | Dyscyplina            |
| --- | ----------------- | ------------------- | --------------------- |
| 1   | 1932, Los Angeles | b. d.               |                       |
| 2   | 1952, Helsinki    | Doroteo Flores      | Lekkoatletyka         |
| 3   | 1968, Meksyk      | Teodoro Palacios    | Lekkoatletyka         |
| 4   | 1972, Monachium   | Víctor Castellanos  | Strzelectwo           |
| 5   | 1976, Montreal    | Edgar Tornez        | Podnoszenie ciężarów  |
| 6   | 1980, Moskwa      | Carlos Silva        | Strzelectwo           |
| 7   | 1984, Los Angeles | Oswaldo Méndez      | Jeździectwo           |
| 8   | 1988, Calgary     | Alfredo Rego        | Narciarstwo alpejskie |
| 9   | 1988, Seul        | Carlos Silva        | Strzelectwo           |
| 10  | 1992, Barcelona   | Julio Sandoval      | Strzelectwo           |
| 11  | 1996, Atlanta     | Julio René Martínez | Lekkoatletyka         |
| 12  | 2000, Sydney      | Attila Solti        | Strzelectwo           |
| 13  | 2004, Ateny       | Gisela Morales      | pływanie              |
| 14  | 2008, Pekin       | Kevin Cordón        | Badminton             |
| 15  | 2012, Londyn      | Juan Ignacio Maegli | Żeglarstwo            |
| 9   | 2016, Rio         | Ana Sofia Gomez     | Gimnastyka            |